# Thierry Frémont
Thierry Frémont, född 24 juli 1962 i Boulogne-Billancourt, är en fransk skådespelare.
Frémont har bland annat medverkat i TV-serierna Nautilus – kapten Nemos äventyr och Liaison. Han har även medverkat i filmen Småkryp 2: Äventyr i Karibien.

## Filmografi (i urval)
- 2002 – Femme Fatale
- 2010 – I gryningens timmar
- 2018 – Das Boot (TV-serie, 2018) (TV-serie)
- 2019 – Småkryp 2: Äventyr i Karibien
- 2023 – Liaison (TV-serie)
- 2024 – Nautilus – kapten Nemos äventyr (TV-serie)